# Nekrolog 1937
Nekrolog
◄◄
| ◄
| 1933
| 1934
| 1935
| 1936
| 1937 | 1938 | 1939 | 1940 | 1941 | ► | ►►
1. Quartal |
2. Quartal |
3. Quartal |
4. Quartal 
Weitere Ereignisse | Allgemeiner Nekrolog 1937
Die Beschreibung der verstorbenen Person sollte so kurz wie möglich gehalten sein und nur deren signifikante Tätigkeit(en) enthalten.
Neue Namen ggf. auch unter dem Geburts- und Sterbedatum, also etwa unter 1. Januar und im Geburts- und Sterbejahr (2024) eintragen (nur bei entsprechender großer Wichtigkeit). Für Beispiele siehe die schon vorhandenen Artikel.
Außerdem über die fünf zuletzt Verstorbenen, zu denen es einen ausreichend guten Artikel für eine Präsentation auf der Hauptseite gibt, nach der todesbedingten Überarbeitung der Artikel ggf. auch unter Wikipedia Diskussion:Hauptseite informieren und sie am besten auch in den anderen Wikipedia-Sprachversionen eintragen. Tipp: Regelmäßig bei news.google.de nach „ist tot“, „gestorben“ oder „verstorben“ suchen.
Wenn eine Person gestorben ist, gibt es viele Seiten zu dieser Person in der Wikipedia, die davon auch betroffen sind und entsprechend aktualisiert werden müssen. Beispiele: Namenübersichtsseite, Geburtsjahr, Geburtsort-Seiten und viele mehr.
Wie finde ich die betroffenen Seiten?
Im Suchfeld auf der linken Seite gibt man den Suchbegriff so ein: „Vorname Nachname“. Dann klickt man auf Volltext und alle Seiten mit entsprechendem Suchtext werden aufgerufen. Hier sieht man dann schnell, wo auch das Todesjahr Sinn macht oder sogar ein Teil des Artikels angepasst werden muss. Auch hilft das „Werkzeug“ auf der linken Seite sehr gut, um solche Seiten aufzufinden: „Links auf diese Seite“. Somit ist die Wikipedia wieder aktuell in allen Bereichen! Hinweis: bei Eintragung der Kategorie „Gestorben JAHR“ wird der Missbrauchsfilter 49 ausgelöst, was jedoch nicht schlimm ist. Siehe: Spezial:Missbrauchsfilter/49
Dies ist eine Liste von im Jahr 1937 verstorbenen bekannten Persönlichkeiten. Die Einträge erfolgen innerhalb der einzelnen Daten alphabetisch sortiert. Tiere sind im Nekrolog für Tiere zu finden.
Die Liste ist nach Quartalen aufgeteilt:
- Nekrolog 1. Quartal 1937: Januar, Februar und März
- Nekrolog 2. Quartal 1937: April, Mai und Juni
- Nekrolog 3. Quartal 1937: Juli, August und September
- Nekrolog 4. Quartal 1937: Oktober, November und Dezember

## Datum unbekannt
| Tag | Name                              | Beruf, bekannt als | Alter | Beleg |
| --- | --------------------------------- | --- | ----- | ----- |
|     | Émile Adan                        | französischer Maler |       |       |
|     | Ella D’Arcy                       | englische Schriftstellerin |       |       |
|     | Bakr Sidqī                        | irakischer General |       |       |
|     | Erich Dietz von Bayer             | deutscher Offizier und MdPrA |       |       |
|     | H. C. P. Bell                     | britischer Kolonialbeamter und Archäologe in Ceylon und auf den Malediven                                                                          |       |       |
|     | Karl Bernhard                     | deutscher Bauingenieur |       |       |
|     | Marie Bernhard                    | deutsche Schriftstellerin |       |       |
|     | Johann Biefang                    | deutscher Politiker (KPD) und Gewerkschafter |       |       |
|     | Majorie Blandy                    | britische Ärztin |       |       |
|     | James von Bleichröder             | deutscher Bankier |       |       |
|     | Frederick J. Bliss                | US-amerikanischer Archäologe |       |       |
|     | Adolf Brehm                       | deutscher Jurist |       |       |
|     | Sodnombaldshiryn Bujannemech      | mongolischer Schriftsteller |       |       |
|     | David del Castillo                | spanischer Gitarrist, Komponist und Musikpädagoge                                                                                                  |       |       |
|     | Percy Addison Chapman             | US-amerikanischer Romanist |       |       |
|     | Chin Kuai-ti                      | chinesischer Boxer |       |       |
|     | Giuseppe Chiovenda                | italienischer Rechtswissenschaftler und Hochschullehrer                                                                                            |       |       |
|     | Hans Victor Clausen               | dänischer Historiker |       |       |
|     | Constant Cremer                   | niederländischer Fußballspieler |       |       |
|     | Jeanne Demarsy                    | französische Schauspielerin und Modell von Pierre-Auguste Renoir und Édouard Manet                                                                 |       |       |
|     | Charles Warren Eaton              | amerikanischer Künstler |       |       |
|     | Clarence Eddy                     | US-amerikanischer Organist und Komponist |       |       |
|     | Edvard Ehlers                     | dänischer Dermatologe |       |       |
|     | Georgi Eliava                     | georgischer Bakteriologe |       |       |
|     | Joseph Erlacher                   | deutscher Bildhauer und Maler |       |       |
|     | Paul Fauchet                      | französischer Organist und Komponist |       |       |
|     | Otto Fiebach                      | deutscher Komponist und Musikdirektor |       |       |
|     | Karl Flemisch                     | Münchener Volkssänger und Komiker |       |       |
|     | Karel Freja                       | tschechischer Fußballspieler und Funktionär |       |       |
|     | Fritz Goßler                      | deutscher Politiker (SPD/USPD), MdL Bayern |       |       |
|     | Somerset Gough-Calthorpe          | britischer Admiral der königlich-britischen Marine                                                                                                 |       |       |
|     | Chester Greenwood                 | US-amerikanischer Erfinder (Ohrenschützer) |       |       |
|     | Karl Hilgenstock                  | deutscher Bergbaudirektor und Kommunalpolitiker |       |       |
|     | Bruno Hinz                        | Kommunist und Kommandeur des Thälmann-Bataillons der Internationalen Brigaden im Spanischen Bürgerkrieg                                            |       |       |
|     | Aaron Hyman                       | Rabbiner und Autor in London |       |       |
|     | Alexei Iwanowitsch Iwanow         | russischer Sinologe und Tangutologe |       |       |
|     | Michalina Isaakowa                | polnische Entomologin |       |       |
|     | Jim Jackson                       | US-amerikanischer Bluesmusiker |       |       |
|     | Otto Jagenberg                    | deutscher Papierindustrieller |       |       |
|     | Hildegard Jenicke                 | deutsche Theaterschauspielerin |       |       |
|     | Claus Henning von Köller          | deutscher Verwaltungsbeamter und Rittergutsbesitzer                                                                                                |       |       |
|     | Alfred Kollmar                    | deutscher Maler |       |       |
|     | Irina Konschina                   | US-amerikanische bzw. russische bzw. sowjetische Mezzosopranistin, Opernsängerin und Gesangspädagogin                                              |       |       |
|     | Erich Kroner                      | deutscher Sportjournalist |       |       |
|     | Kamilla Kruschelnizkaja           | russische bzw. sowjetische Dissidentin |       |       |
|     | Moische Kulbak                    | jiddischer Schriftsteller |       |       |
|     | Frank Lambert                     | französisch-US-amerikanischer Erfinder |       |       |
|     | Henri Lammens                     | belgischer Jesuit und Orientalist |       |       |
|     | Kurt Landau                       | österreichischer Kommunist und Anhänger der Internationalen Linken Opposition                                                                      |       |       |
|     | Zishe Landau                      | jiddischer Lyriker der Moderne |       |       |
|     | Alfred Lansburgh                  | Bankier, Ökonom und Publizist |       |       |
|     | Georg Bernhard Liebig             | deutscher Maler |       |       |
|     | Liselotte Machwirth               | deutsche Hochschulfunktionärin |       |       |
|     | Sergei Wassiljewitsch Maljutin    | russischer Maler |       |       |
|     | Henri Mansuy                      | französischer Archäologe |       |       |
|     | George McClennon                  | US-amerikanischer Musiker und Entertainer |       |       |
|     | Peeter Meisel                     | estnischer Schriftsteller und Kritiker |       |       |
|     | Ewgeni Mikeladse                  | georgischer Dirigent |       |       |
|     | Frederick Millard                 | englischer Maler des Spätimpressionismus |       |       |
|     | Firuz Nosratdoleh                 | iranischer Politiker |       |       |
|     | Tomás Ó Criomhthain               | irischer Autor, einer der letzten Eingeborenen auf den Blasket Islands                                                                             |       |       |
|     | Serhij Ostapenko                  | ukrainischer Politiker und Ökonom |       |       |
|     | Carl Ottens                       | deutscher Manager der Textilindustrie |       |       |
|     | Matilde Padrós                    | spanische Philosophin |       |       |
|     | Carl Pettersson                   | schwedischer Seefahrer und Auswanderer |       |       |
|     | Walter Pierburg                   | deutscher Industrieller |       |       |
|     | Wolfgang Pöll                     | deutscher Verwaltungsjurist | 82    |       |
|     | Marguerite Poradowska             | Schriftstellerin |       |       |
|     | Johannes Paul Quandt              | deutscher Pfarrer |       |       |
|     | Pierre Quesnay                    | französischer Bankmanager |       |       |
|     | Rata Langa                        | italienischer Karikaturist |       |       |
|     | Géraud François Gustave Réveilhac | französischer General |       |       |
|     | Hans Richter-Damm                 | deutscher Maler |       |       |
|     | José Robles                       | spanischer Literaturwissenschaftler, Übersetzer und politischer Aktivist                                                                           |       |       |
|     | August Röchling                   | deutscher Unternehmer |       |       |
|     | Gustav Rolin                      | österreichischer Romanist und Hochschullehrer in Prag                                                                                              |       |       |
|     | Woldemar Runge                    | deutscher Schauspieler, Opernsänger, Regisseur und Intendant                                                                                       | ≈69   |       |
|     | Michael Ruppaner                  | bayerischer katholischer Geistlicher |       |       |
|     | Karl Schimmelpfennig              | deutscher Politiker (DNVP), MdR |       |       |
|     | Julius Schlaich                   | deutscher Verwaltungsbeamter | 77    |       |
|     | Wera Fjodorowna Schmidt           | sowjetische Psychoanalytikerin |       |       |
|     | Heinrich Seelige                  | deutscher Bildhauer |       |       |
|     | Wilhelm Seyberth                  | deutscher Richter und Parlamentarier |       |       |
|     | Matityahu Shoham                  | hebräischer Lyriker und Dramatiker |       |       |
|     | Mariano Silva y Aceves            | mexikanischer Rechtsanwalt und Rektor der Universidad Nacional de México                                                                           |       |       |
|     | Wladimir Michailowitsch Smirnow   | sowjetischer Politiker |       |       |
|     | Muhammadsharif Soʻfizoda          | usbekischer Dichter |       |       |
|     | Lew Semjonowitsch Sosnowski       | russischer Journalist und Revolutionär |       |       |
|     | Manuel Paulo de Sousa Gentil      | portugiesischer Offizier und Kolonialverwalter |       |       |
|     | Friedrich Speidel                 | deutscher Bergbauunternehmer in Griechenland |       |       |
|     | Joseph Georg von Steiner          | bayerischer Staatssekretär |       |       |
|     | Friedrich Stock                   | deutscher Pädagoge und Politiker (DtSP, NSFP), MdR                                                                                                 |       |       |
|     | Fritz Sturm                       | deutscher Politiker (SPD, KPD) und Publizist |       |       |
|     | Thubten Chökyi Nyima              | tibetischer Buddhist, erhielt als Sechster den Titel Panchen Lama und gilt als neunter Panchen Lama der Gelug-Tradition des tibetischen Buddhismus |       |       |
|     | David Teivonen                    | finnischer Kunstturner |       |       |
|     | E. Lilian Todd                    | US-amerikanische Erfinderin |       |       |
|     | Samson Tschanba                   | abchasisch-sowjetischer Schriftsteller, Dramatiker und Politiker                                                                                   |       |       |
|     | Alfons Väth                       | deutscher Jesuit und Historiker |       |       |
|     | Asim Vokshi                       | kosovarischer Spanienkämpfer |       |       |
|     | Carl Leopold Wegenstein           | österreichischer Orgelbauer |       |       |
|     | Adam Weinhag                      | deutscher Architekt |       |       |
|     | Yabu Kentsū                       | japanischer Meister des Karate |       |       |
|     | Alfons Zgrzebniok                 | polnischer Offizier und Kommandant der Polska Organizacja Wojskowa Górnego Śląska                                                                  |       |       |